# Marek Rostworowski

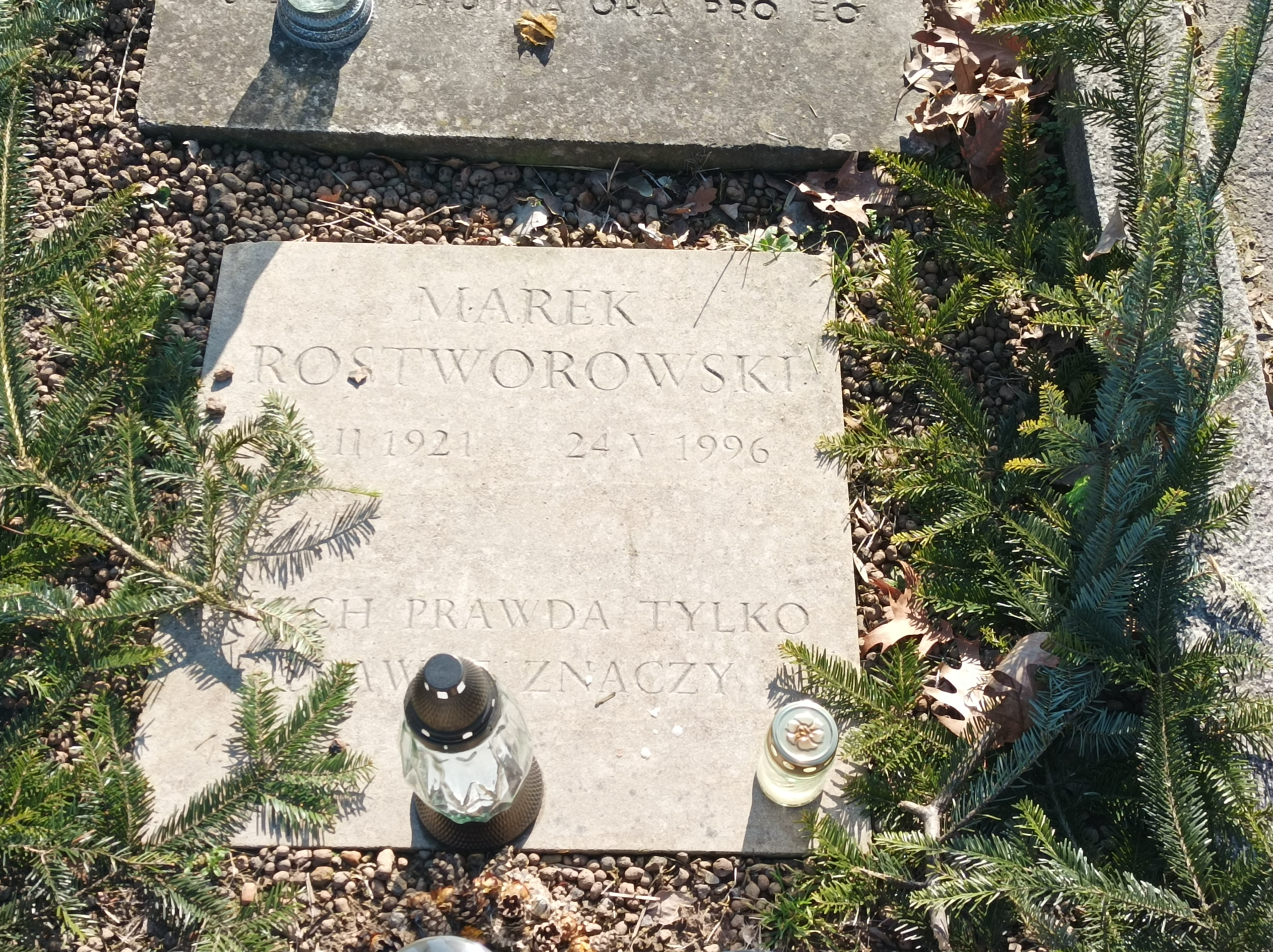
Tablica na grobie Marka Rostworowskiego na cmentarzu Salwatorskim

Marek Rostworowski (ur. 22 lutego 1921 w Krakowie, zm. 24 maja 1996 tamże) – polski krytyk i historyk sztuki, wieloletni kustosz Muzeum Książąt Czartoryskich w Krakowie, autor scenariuszy wystaw, działacz opozycji w okresie PRL, w 1991 minister kultury i sztuki.

## Życiorys
W 1938 zdał maturę w III Gimnazjum im. Króla Jana Sobieskiego w Krakowie. W okresie II wojny światowej uczęszczał do Staatliche Kunstgewerbeschule w tym mieście, następnie był studentem Akademii Sztuk Pięknych. W 1952 ukończył historię sztuki na Uniwersytecie Jagiellońskim. Uzyskał następnie stopień naukowy doktora.
W 1948 rozpoczął pracę jako fotograf i asystent w Muzeum Czartoryskich, które w 1950 zostało włączone do Muzeum Narodowego w Krakowie jako Muzeum Książąt Czartoryskich.
W 1963 został kustoszem tego oddziału, a następnie w 1965 jego kuratorem. Organizował wystawy, zajmował się publicystyką i krytyką artystyczną. Był autorem wielu scenariuszy wystaw, m.in. Malarstwo włoskie od XIII do XVI wieku w zbiorach polskich (1961), Romantyzm i romantyczność w sztuce polskiej XIX i XX wieku (1975), Polaków portret własny (1979, Nagroda Miasta Krakowa, Indywidualna Nagroda Państwowa II stopnia), Myśl artysty (1983), Niebo nowe, ziemia nowa? (1985, Nagroda Kulturalna „Solidarności”), Żydzi-Polscy (1989, Nagroda Ministerstwa Kultury i Sztuki oraz Nagroda Jana Karskiego i Poli Nireńskiej) oraz poświęcona pamięci Tadeusza Kantora wystawa Tańczyli na moście wiek cały (1995).
Był autorem scenariuszy stałych wystaw w Muzeum 600-lecia Jasnej Góry w Częstochowie (1982), w Oddziale Zbiory Czartoryskich (1984) oraz w Domu Rodzinnym Ojca Świętego Jana Pawła II w Wadowicach (1984).
W latach 1980–1990 działał w Niezależnym Samorządnym Związku Zawodowym „Solidarność”. Jako członek założyciel i delegat Regionu Małopolska związku uczestniczył w 1981 w I Krajowym Zjeździe Delegatów w Gdańsku, a następnie w grudniu 1981 w obradach Kongresu Kultury Polskiej, przerwanych w związku z wprowadzeniem stanu wojennego. Był także członkiem regionalnego Komitetu Obywatelskiego. W 1990 został radnym Krakowa I kadencji. W 1991 pełnił funkcję ministra kultury i sztuki w rządzie Jana Krzysztofa Bieleckiego.
Na początku lat 90. był także członkiem prezydenckiej rady do spraw stosunków polsko-żydowskich oraz władz Fundacji Książąt Czartoryskich przy Muzeum Narodowym w Krakowie, a od 1994 przewodniczącym rady programowej Fundacji im. Tadeusza Kantora.
Pochowany na cmentarzu Salwatorskim (kwatera SC13/1/5).

## Życie prywatne
Był synem Karola Huberta, poety i dramaturga, a także bratem Emanuela (wieloletniego redaktora naczelnego Polskiego Słownika Biograficznego) i Jana (poety i prozaika). Jego córką była Maria (tłumaczka i pisarka).

## Wybrane publikacje
- Muzeum Narodowe w Krakowie. Zbiory Czartoryskich. Historia i wybór zabytków (współautor), 1978
- Rembrandta przypowieść o miłosiernym Samarytaninie, 1980
- Wędrowny sztukmistrz. Dedykowane Norwidowi eseje o malarstwie polskim, 1990
- Gry o Damę, 1994
- Polaków portret własny (red.), 1986
- Żydzi w Polsce, 1993
- Muzeum Czartoryskich: historia i zbiory (współautor), 1998 (wydana pośmiertnie)